# Szczepankowice

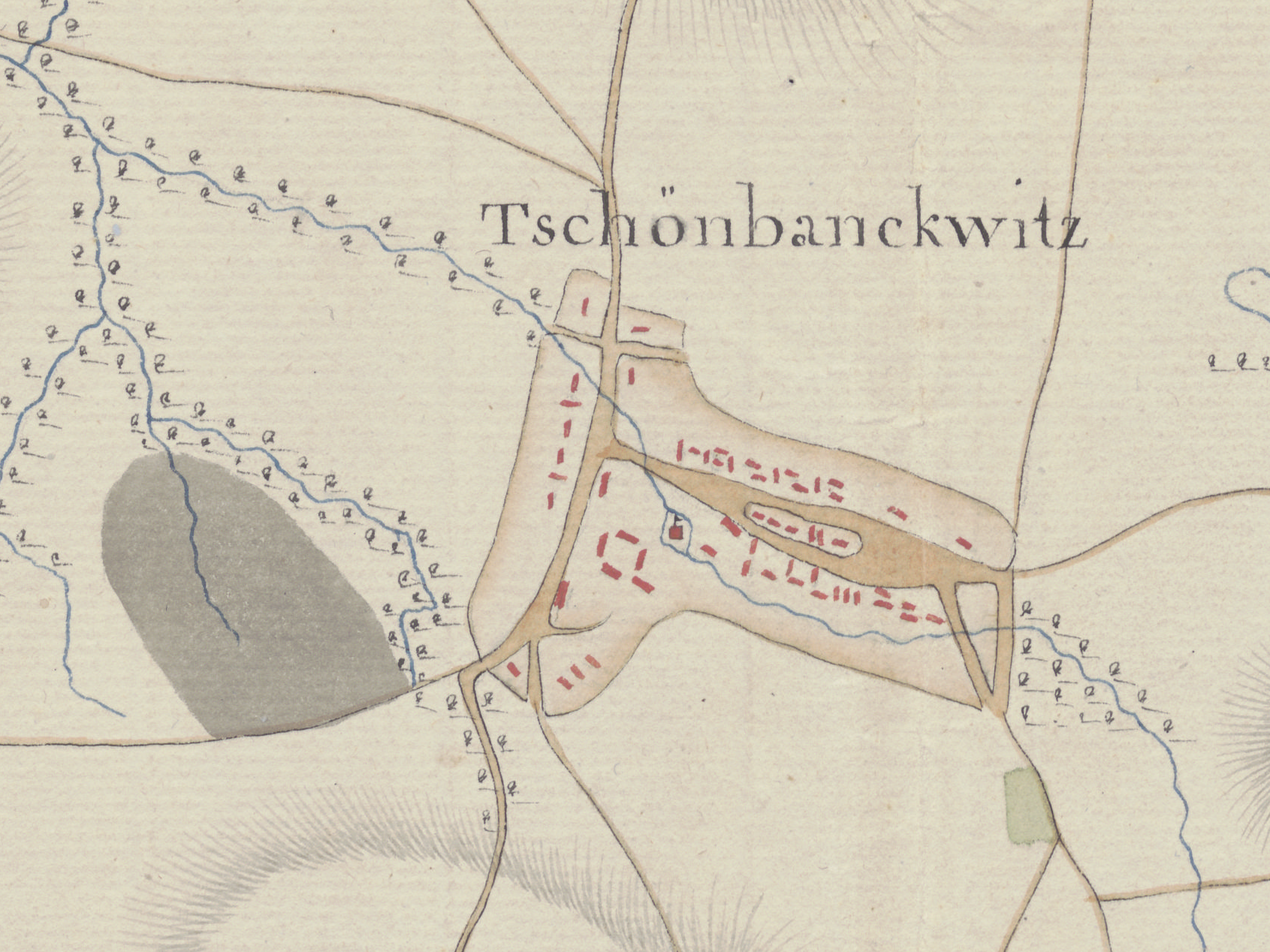
Map of Szczepankowice (ca. 1820)

Szczepankowice (niem. Schönbankwitz) – wieś w Polsce położona w województwie dolnośląskim, w powiecie wrocławskim, w gminie Kobierzyce.

## Podział administracyjny
W latach 1975–1998 miejscowość administracyjnie należała do województwa wrocławskiego.

## Dawniejsza nazwa
W lutym 1937 roku zmieniono nazwę miejscowości na Schönlehn.

## Zabytki
Do wojewódzkiego rejestru zabytków wpisany jest:
- park, powstały po 1840 r.